# Мойсієнко Василь Миколайович
Мойсієнко Василь Миколайович (нар. 24 липня 1965 р. на Житомирщині) — український історик, політолог, громадський діяч, кандидат історичних наук, професор, Заслужений працівник освіти України, академік Української академії геополітики та геостратегії, перший проректор Черкаського національного університету імені Богдана Хмельницького. Дійсний член (академік) Української академії геополітики та геостратегії (2025).

## Освіта, службова кар'єра, громадська діяльність
Закінчив з відзнакою історичний факультет Полтавського педагогічного інституту ім. В. Г. Короленка у 1988 році, аспірантуру за спеціальністю 07.00.01 — історія України у Черкаському національному університеті ім. Б. Хмельницького (1998 р.), правничі студії з європейського права з Інституті міжнародних відносин Київського університету ім. Тараса Шевченка (1998 р.), студії з прав людини в Інституті конституційної і правової політики — COLPI (Будапешт, 2001 р.) та докторантуру за спеціальністю 23.00.01 — теорія та історія політичної науки у Інституті політичних та етнонаціональних досліджень НАН України (2005 р.). Стажувався в Інституті стратегічних студій (Краків) (2010 р.), Варшавському університеті (2015—2016 р.) та  (2024 р.). У 2021 році в Черкаському національному університеті ім. Богдана Хмельницького опанував магістерську освітню програму "Управління навчальним закладом".
Працював вчителем історії та правознавства, заступником директора загальноосвітньої школи № 33 та гуманітарно-правового ліцею м. Черкас, із 1993 року — у Черкаському педагогічному інституті (нині — Черкаський національний університет ім. Б. Хмельницького) на посадах асистента, старшого викладача, доцента історичних кафедр, із 2002 року — доцент кафедри права. У продовж 2005—2007 рр. обіймав посаду декана історико-юридично-філософського факультету, завідувача кафедри теорії та історії держави і права з 2006 р., із 2014 р. — перший проректор Черкаського національного університету ім. Б. Хмельницького.
Обирався депутатом Черкаської міської Ради (1990—1994 рр. та з 2020 р.). Член Національної спілки журналістів України (2006). Співзасновник ГО «Центр європейської та євроатлантичної інтеграції» (2008). Голова комісії з адміністративних питань Громадської ради при Черкаській обласній державній адміністрації. Заступник голови науково-консультаційної ради при прокуратурі Черкаської області. Голова наглядової ради Черкаської агенції регіонального розвитку (з 2016 р.).

## Наукові досягнення
Досліджує проблеми розвитку ліберальної ідеології у вітчизняній політичній та правовій думці. Автор понад 150 наукових публікацій у царині історії, політичних наук, права.
1999 р. у спеціалізованій вченої раді Київського національного університету ім. Тараса Шевченка захистив кандидатську дисертацію «Ліберально-демократичний (опозиційний) рух в Україні (середина 60-х — 80-ті роки XIX ст.)». Член спеціалізованої вченої ради К.73.053.01 по захисту кандидатських дисертацій при Черкаському національному університеті імені Б.Хмельницького.

## Нагороди
1. Почесна грамота Міністерства освіти і науки України (1999, 2003, 2006).
2. Почесна грамота Інституту історії України НАН України (2006).
3. Почесна грамота Національної Академії педагогічних наук України (2011).
4. Почесна грамота Головного управління освіти і науки Черкаської обласної державної адміністрації (1994, 2011).
5. Почесна грамота Центру інформації та документації НАТО в Україні (2013).
6. Нагрудний знак МОН України «Відмінник освіти» (2015).
7. Почесна грамота Черкаської обласної державної адміністрації (2015).
8. Почесна грамота Черкаської обласної ради (2015).
9. Почесна грамота Черкаського обласного відділення НОК України (2016).
10. Медаль «Григорій Сковорода» Національної Академії педагогічних наук України (2017).
11. Премія імені народного вчителя О. А. Захаренка (2017).
12. Почесна грамота Управління освіти і науки Черкаської обласної державної адміністрації (2020)
13. Заслужений працівник освіти України (17.05.2021)[1].
14. Почесна грамота Черкаського обкому Профспілки працівників освіти і науки України (2022).
15. Медаль «За сумлінну працю» (2023).
16. Відзнака «За звитяги в імʼя Черкас. Остафій Дашкович» (2024).

## Основні праці
- Права і свободи військовослужбовців в Україні: нормативне закріплення та механізм реалізації / В. О. Велівченко, Г. А. Волошкевич, В. М. Мойсієнко; за заг. ред. В. М. Мойсієнка;Центр європейської та євроатлантичної інтеграції при Черкаському національному університеті ім. Б.Хмельницького. — Черкаси, 2011. (навчальний посібник) (У співавторстві);
- Законодавче забезпечення прав і свобод особистості // Держава і громадянське суспільство в Україні: пошук концепції співпраці: аналітична доповідь (монографія) / за ред. О. М. Майбороди. — К.: ІПіЕНД ім. І. Ф. Кураса HAH України, 2013 (монографія) (У співавторстві);
- Реалізація антикризової державної політики стрижневими країнами світу в умовах ризиків. Колективна монографія - Черкаси: Видавець Чабаненко Ю.А., 2017. – 300 с. (У співавторстві).
- Правознавство: Підручник для студентів ВНЗ / Кол. автор. - Черкаси: Вид. О.М. Третяков, 2019. - 686 с. (У співавторстві),

статті:
- Вплив західноєвропейського та російського лібералізму на становлення ліберальної думки в Україні // Наукові записки /Збірник. — К.: ІПіЕНД, 2004. — Вип. 26. — С.22-33;
- Ліберальні концепції правового статусу людини та громадянина у вітчизняній політико-правовій думці другої половини ХІХ — початку XX ст. // Наукові записки /Збірник. — К.: ІПіЕНД, 2005.Вип.28. — С.100-108;
- Поняття та структура свободи у західній філософсько-правовій думці початку XIX-ХХ ст.// Держава і право: збірник наукових праць. Юридичні і політичні науки. Спецвипуск. — К.: Ін-т держави і права ім. В. М. Корецького НАН України, 2005. — Т.1. — С.164-169;
- Electoral activeness of citizens of EU member states at the election to the parliaments and to the European parliament // Election of Europe. Association of European Election Officials (ACEEEO). — 2009. — № 7. — P. 26-28;
- Електоральна активність на виборах до Європейського парламенту: політико-соціологічний зріз // Вісник ЦВК. — 2009. — № 2–3 (16–17). — С. 77-82;
- Концепція неоліберального консерватизму в контексті постоталітарних трансформаційних процесів в Україні //Сучасна українська політика. Політики і політологи про неї. — К.: Вид-во «Український центр політичного менеджменту», 2009. — Вип. 17. — 237—242.;
- Організаційно-правові засади децентралізації публічної влади //Наукові записки Інституту політичних і етнонаціональних досліджень ім. І. Ф. Кураса НАН України. — К., 2009. — Вип. 44. —С. 72-83;
- Університетська автономія: історична ретроспектива та виклики сучасності // Проблеми модернізації та систематизації законодавства про освіту України: зб. наук. праць міжнародної науково-практичної конференції / 27-28 травня 2010 р. — К.: Видавничий дім «Києво-Могилянська академія» — 2010. — С.123-126;
- Нормативно-правове закріплення підстав і порядку визнання виборів недійсними у законодавстві України // Вісник Центральної виборчої комісії. — 2013. — № 3 (27). — С. 34-39 та ін.
- Університетська автономія: європейські стандарти та національна практика //Вісник Черкаського національного університету імені Богдана Хмельницького. Серія:" Педагогічні науки".—2018.— Вип.6. — С. 3-7.
- Шляхи розвитку педагогічного професіоналізму викладача закладу вищої освіти //Вісник Черкаського національного університету імені Богдана Хмельницького. Серія:" Педагогічні науки".—2019.— Вип.1. — С.79-82.